# 天羽しろっぷ
天羽 しろっぷ（あまう しろっぷ）は、日本の身バレ系バーチャルYouTuber。

## 概要
お菓子の食べ過ぎで重すぎて天界から落とされちゃった天使系Vtuber。「電気代からバズり、SNSでよく活動するよくわからないツイッタラーになってしまった」としている。ファンには顔以外身バレ、同級生にも活動していることがバレているため、「電気代が払える身バレ系VTuber」を自称している。また「世界一かわいいVtuber」であるとも自称している。電気代支払いRTA、マシンガントーク雑談配信、小学生が散歩しながら歌ってそうな歌枠配信が人気である。ファン名称は「天ぷらぁ」。ファンマークは「🧁໒꒱· ﾟ」。

## 来歴
- 2020年
  - 9月9日 - Twitterで初ツイートを投稿[10]。
  - 9月11日 - YouTubeのアカウントを開設。

- 2021年
  - 1月16日 - YouTubeに自己紹介動画を初投稿[11]。
  - 1月30日 - YouTubeにて初配信を行った[12]。

- 2022年
  - 1月29日 - 天竜浜名湖線にて活動1周年記念ヘッドマークを掲示した車両を運行（2月4日まで）[13]。
  - 7月11日 - スシンジュク ゴタンダにて、コラボメニューの提供を開始（8月11日まで）[14]。
  - 8月22日 - Twitterメインアカウントのフォロワー数が1万人を突破[15]。
  - 9月28日 - YouTubeチャンネル登録者数が1万人を突破[16]。
  - 10月23日 - BAR&UNDER Vtuberハロウィンコラボカフェにて、コラボメニューの提供を開始（10月29日まで）[17]。
  - 11月21日 - Twitterメインアカウントのフォロワー数が5万人を突破[18]。
  - 12月7日 - ハンドメイド作家・Micro-396-とのコラボグッズの販売を開始（12月14日まで）[19]。
  - 12月12日 - オンラインくじ販売サービス「KuZiPA!」にて、オリジナルグッズの販売を開始（2023年1月10日まで）[20]。
  - 12月20日 - KANGOLとのコラボアパレルの販売を開始[21]。

- 2023年
  - 1月2日 - ChocoZAPから提供のPRツイートを行う[22]。
  - 1月14日 - 天竜浜名湖線にて活動2周年ヘッドマークを掲示した車両を運行（2月13日まで）[23]。
  - 2月20日 - 酒類通販サイト「クランド」にて、コラボドリンクの販売を開始[24]。
  - 3月24日 - ヴィレッジヴァンガードにて、コラボグッズの販売を開始[25]。
  - 3月31日 - オタクBAR ARISEにて、コラボメニューの提供を開始（4月9日まで）[26]。
  - 5月2日　- コンセプトカフェ「more♡more」にて、コラボメニューの提供を開始（5月7日まで）[27]。
  - 6月17日 - アサヒ飲料チャレンジャーズとコラボしたグッズの販売を開始[28]。
  - 7月1日 - Vtuberプロジェクト「V立はためた学園」のTwitterコンサルタントに就任[29]。
  - 7月25日 - ISARIBIのクリエイターレーベル「METEORA st.」に参画[30]。
  - 7月28日 - オンラインくじ販売サービス「KuZiPA!」にて、オリジナルグッズの販売を開始（8月27日まで）[31]。
  - 8月17日 - Huelから提供のPR配信を行う[32]。
  - 8月21日 - Twitterメインアカウントのフォロワー数が10万人を突破[33]。
  - 8月25日 - 天竜浜名湖線天竜二俣駅にて、コラボグッズの販売を開始[34]。
  - 8月25日 - ユーザー参加型グッズ制作サービス「りあいぷ」にて、オリジナルグッズの販売を開始[35]。
  - 8月31日 - YouTubeチャンネル登録者数が5万人を突破[36]。
  - 9月13日 - 雑誌「Vtubermode」Vol.5にインタビューを掲載[37]。
  - 10月10日 - 「アニメディア」2023年11月号にインタビューを掲載[38]。
  - 11月4日 - YouTubeチャンネル登録者数が10万人を突破[39]。

- 2024年
  - 7月2日 - KADOKAWAグループへのサイバー攻撃で自身の住所・「本当の」本名も含む個人情報が流出し、「真の身バレVTuber」になったとXで報告[40]。

## 出演

### イベント
- 2021年
  - 4月25日 - Wasabizm - リアル&バーチャル on Stage - 山葵音楽プロジェクト[41]
  - 5月23日 - Vtu”Bar"Vol.31DAY2[42]
  - 6月4日 - 6月9日 - ナゴヤVtuber展inパルコ (6月6日以外はパネル展示のみ)[43]
  - 6月20日 - ナゴヤVtuberまつりinパルコ[44]

- 2022年
  - 10月23日 - 10月29日 - BAR&UNDER Vtuberハロウィンコラボカフェ[45]
  - 10月29日 - JAタウン バーチャル物産展（オンラインイベント）[46]

- 2023年
  - 2月4日 - ホロリックVol.2[47]
  - 2月26日 - Virtual Music DJ&LIVE PARTY「#V_GARE」[48]
  - 6月10日 - 陰terNET＝FRIENDS at 秋葉原エンタス[49]
  - 7月23日 - VirtuaREAL.06 リリース記念イベント[50]
  - 8月6日 - 大Vtuber展2023（パネル展示のみ）[51]
  - 10月14日 - METEORA st. 2nd Anniversary FES ”METEORA MUSIC FESTIVAL”[52]
  - 10月28日 - JAタウン バーチャル物産展2023（オンラインイベント）[53]

- 2024年
  - 1月7日 - VirtuaREAL.07 リリース記念イベント[54]
  - 6月30日 - gnosinA THE LIVE -Beyond-[55]
  - 7月14日 - 電脳一舞踏会 -2nd Anniversary Party-[56]

### インターネット番組
- 2022年
  - 9月27日 - ZIP-FM｢SUPER CAST｣[57]

- 2023年
  - 4月28日 - ネクスタ！-Next Star Live!-[58]
  - 7月10日 - クリエイトークまで3・2・1！[59]
  - 7月24日 - ニコニコホラーゲームフェス2023[60]

## ディスコグラフィ

### 配信限定シングル
| 発売日        | 楽曲                  | 備考 |
| ------------- | --------------------- | ---- |
| 2022年2月24日 | Whip! Syrup!! Jump!!! |      |
| 2023年2月22日 | Eclipse               |      |
| 2024年9月2日  | はちゃめちゃパレード  |      |
| 2025年6月4日  | 身バレリサイタル      |      |

### 参加作品
| 発売日        | 商品名           | 楽曲                       | アーティスト                       | 備考 |
| ------------- | ---------------- | -------------------------- | ---------------------------------- | ---- |
| 2023年7月21日 | VirtuaREAL.06    | GIRIGIRI ANGEL             | 天羽しろっぷ                       |      |
| 2024月1月5日  | VirtuaREAL.07    | アイドル的なことをしたい！ | 天羽しろっぷ & 古森もぐ & ちなぷぷ |      |
| 2024年6月19日 | gnosinA -Beyond- | 七色シンフォニー           | 天羽しろっぷ                       |      |
| 2024年6月19日 | gnosinA -Beyond- | フィクション               | 天羽しろっぷ & よしか⁂             |      |